# Vladimír Kocman
Vladimír Kocman (* 5. dubna 1956 České Budějovice) je bývalý československý a český zápasník – judista, bronzový olympijský medailista a vicemistr světa.

## Osobní život
S manželkou Jiřinou má tři děti.
Podniká v oblasti sportovních potřeb a zastává funkci místopředsedy správní rady Nadačního fondu jihočeských olympioniků. Je zakládajícím členem křesťanského sboru Naděje a šíří evangelium. Od roku 2015 se angažuje v Církvi víry Milost (obdobně jako např. slovenský judista Jaroslav Kříž).
8. ledna 2010 byl uveden do Síně slávy Českého svazu juda.

## Sportovní kariéra
Narodil se do rodiny lékaře – neurologa. Vyrůstal v centru Českých Budějovic se třemi bratry. V dětství hrál hokej za ODPM České Budějovice, ale při náboru do ligového TJ Motor ho nevzali, protože nezvládal bruslit pozadu. Studoval gymnázium ve Trhových Svinech, kam dojížděl všední dny autobusem. Po návratu ze školy chodil do místní posilovny TJ START. Imponovaly mu fotky svalnatých mužů a chtěl se stát kulturistou. Do posilovny STARTu chodili cvičit i místní judisté z klubu Rudá Hvězda. Trenér Rudé Hvězdy Petr Pávek ho jako urostlého mladíka oslovil s žádostí o pomoc v ligovém judistickém střetnutí – zranila se jim těžká váha. Tím v roce 1973 začala jeho sportovní kariéra v judu.
Po maturitě na gymnáziu ho nepřijali na medicínu do Hradce Králové. Povinnou vojenskou službu od roku 1975 absolvoval v Banské Bystrici, kde byl soustředěný i armádní judistický klub ASVS Dukly vedený Jiřím Synkem. V Dukle se připravoval tehdy nejlepší československý judista Vladimír Novák. Novák ho svým judistickým uměním upoutal natolik, že se v Banské Bystrici rozhodl zůstat po skončení povinné vojenské služby. V roce 1977 poprvé zaskakoval za zraněného Nováka na mistrovství Evropy v německém v Ludwigshafenu ve váze nad 95 kg. Jedničkou v reprezentaci se stal v olympijském roce 1980, v době kdy Novák již nebyl kvůli zraněním schopen pokračovat ve vrcholové přípravě.
V roce 1980 startoval na olympijských hrách v Moskvě v těžké váze nad 95 kg a měl startovat od roku 1988 již neolympijské kategorii bez rozdílu vah. V těžké váze nastupoval 26. července v úvodním kole proti vysokému Nizozemci Peteru Adelaarovi. S Adelaarem měl zápornou zápasovou bilanci, naposledy s ním prohrál na květnovém mistrovství Evropy ve Vídni v boji na zemi (ne-waze). V Moskvě však Adelaara překvapil, ujal se vedení na wazari a v závěru zápasu zvítězil po třetím napomenutí soupeře na tzv. sogo-gači (wazari + 3×šido). Ve čtvrtfinále prohrál po minutě souboje na ippon s pozdějším vítězem Angelo Parisim z Francie. Parisi byl typ dynamicko-technického judisty, který mu neseděl. V opravách porazil Poláka Wojciecha Reszka po taktické bitvě na praporky (tzv. hantei) a postoupil do souboje o třetí proti Britu Paulu Radburnovi. Na přípravu měl pouhých 10 minut během níž si ho vzal do parády masér vzpěračů Jaroslav Kamas. Od úvodu souboje s Britem byl pasivní a v půlce sedmiminutového zápasu prohrával na wazari. Začátkem šesté minuty si však vybojoval svůj silný levý úchop a krásnou uči-matou poslal Radburna na ippon. Získal historicky první olympijskou medaili pro československé judo, bronzovou. Za týden 2. srpna měl startovat v kategorii bez rozdílu vah, do které nenastoupil oficiálně z důvodu zranění. Později uvedl, že šlo o chybu vedoucího výpravy, který prošvihl termín podání přihlášky.
V roce 1981 se mu nevydařilo květnové mistrovství Evropy v Debrecínu. V těžké váze nepostoupil ze základní skupiny a slabou útěchou mu bylo 5. místo v kategorii bez rozdílu vah. Na zářijovém mistrovství světa v nizozemském Maastrichtu prohrál v úvodním kole s ruským Sovětem Grigorijem Veričevem na ippon. Veričev ho však svým postupem do finále vytáhl do oprav. Přes opravy se probojoval do souboje o třetí místo proti východnímu Němci Fredu Olhornovi. Po taktické bitvě dovedli s Olhornem zápas k remíze a o jeho třetím místě rozhodli rozhodčí hlasováním na praporky. V kategorii bez rozdílu vah prohrál ve třetím kole s Američanem Dewey Mitchellem na ippon a nepostoupil do bojů o medaile.
V roce 1982 výsledkově propadl na mistrovství Evropy v Rostocku a v závěru roku se rozhodl s rodinou odejít z Bánské Bystrice do Prahy. Přestup do tehdy horších podmínek nebyl veřejností zcela pochopen a vedl k různým dohadům – v Dukle měl vysokou hodnost, velký byt a optimální podmínky pro přípravu. Sám se ke svému konci v Dukle vyjádřil po letech – byly za tím vážné problémy v rodině, které zároveň vedly k jeho silnému náboženskému přesvědčení.
V roce 1983 se již jako člen oddílu Slavie VŠ Praha představil na květnovém mistrovství Evropy v Paříži. Formu však vyladil až na říjnové mistrovství světa v Moskvě. V těžké váze nad 95 kg ho zastavil ve čtvrtfinále východní Němec Henry Stöhr na ippon. V kategorii bez rozdílu porazil ve čtvrtfinále svého velkého rivala Maďara Andráse Ozsvára na wazari a v semifinále dokonce na ippon mohutného Egypťana Mohameda Rašvána. Ve finále již nestačil na japonského favorita Hitoši Saitóa, kterému podlehl submisí páčením. Získal nečekanou stříbrnou medaili.
V olympijském roce 1984 se mu po dlouhé době podařilo vyladit formu na květnové mistrovství Evropy. V belgickém Lutychu obsadil krásné třetí místo, když porazil na body ruského Sověta Alexeje Ťurina. V přípravě na olympijské hry v Los Angeles se však z novin dozvěděl, že země východního bloku budou olympijské hry bojkotovat.
V roce 1985 se podobně jako v roce 1982 výsledkově trápil. Na mistrovství světa v korejském Soulu ho dokonce poprvé po dlouhé době nahrazoval v kategorii bez rozdílu vah polotěžká váha Jiří Sosna. V roce 1986 ukončil své působení v reprezentaci. Dle vlastních slov z důvodů svých aktivit v evangelické církvi, které se neslučovaly s obrazem reprezentanta socialistické země. Pracoval na plný úvazek v pražském podniku Chirana v Modřanech jako topič. Později se přestěhoval do rodných Českých Budějovic. Po sametové revoluci v roce 1989 se vrátil ke sportovní kariéře. V olympijském roce 1992 ho trenér reprezentace Vladimír Bárta povolal do širšího výběru reprezentace, ale na velkém podniku již v 36 letech nestartoval. Sportovní kariéru ukončil v roce 1994. Věnoval se trenérské práci v klubu Vltavan.
Novinář Rudolf Drmola o něm v roce 1981 napsal: Je typem mimořádně přemýšlivého, v rozhodujících chvílích mimořádně soustředěného, na necelých 25 let vyzrálého borce. Je individualitou, po které se tak často volá. Umí obhájit svůj názor. Jeho kvality nevyplývají jen z prosté a neúnavné dřiny, kterou kdysi považoval za jedinou podmínku cesty k vrcholům. Rodí se i ze schopnosti přemýšlet, hledat a poznávat, rodí se z ojedinělé silné a trvalé touhy ozřejmit si, na co má. Proto se neleká žádného, byť zdánlivě nemožného cíle.

### Výroky
```
"Úpoly potřebují srdce a vůli se prosadit."
[
10
]
```

```
"Čím více peněz ve sportu je tím méně tvrdosti sportovec má."
[
10
]
```

### Výsledky ve váhových kategoriích
| Turnaj             | 1976 | 1977 | 1978 | 1979 | 1980 | 1981 | 1982 | 1983 | 1984 | 1985 |
| Turnaj             | 20   | 21   | 22   | 23   | 24   | 25   | 26   | 27   | 28   | 29   |
| Turnaj             | +95  | +95  | +95  | +95  | +95  | +95  | +95  | +95  | +95  | +95  |
| ------------------ | ---- | ---- | ---- | ---- | ---- | ---- | ---- | ---- | ---- | ---- |
| Olympijské hry     | —    |      |      |      | 3.   |      |      |      | —    |      |
| Mistrovství světa  |      |      |      | —    |      | 3.   |      | úč.  |      | úč.  |
| Mistrovství Evropy | —    | 7.   | —    | —    | 5.   | úč.  | úč.  | úč.  | 3.   | úč.  |
| ME juniorů         | 3.   |      |      |      |      |      |      |      |      |      |

### Výsledky v kategorii bez rozdílu vah
| Turnaj             | 1976 | 1977 | 1978 | 1979 | 1980 | 1981 | 1982 | 1983 | 1984 | 1985 |
| Turnaj             | 20   | 21   | 22   | 23   | 24   | 25   | 26   | 27   | 28   | 29   |
| ------------------ | ---- | ---- | ---- | ---- | ---- | ---- | ---- | ---- | ---- | ---- |
| Olympijské hry     | —    |      |      |      | —    |      |      |      | —    |      |
| Mistrovství světa  |      |      |      | —    |      | úč.  |      | 2.   |      | —    |
| Mistrovství Evropy | —    | ?    | —    | —    | 3.   | 5.   | úč.  | úč.  | úč.  | úč.  |

### Olympijské hry a mistrovství světa
| Olympijské hry a mistrovství světa     | Olympijské hry a mistrovství světa | Olympijské hry a mistrovství světa | Olympijské hry a mistrovství světa | Olympijské hry a mistrovství světa | Olympijské hry a mistrovství světa | Olympijské hry a mistrovství světa | Olympijské hry a mistrovství světa |
| Kolo                                   | Výsledek                           | Bilance                            | Soupeř                             | Výsledek                           | Datum                              | Turnaj                             | Místo                              |
| 1985 Mistrovství světa nad 95 kg       | 1985 Mistrovství světa nad 95 kg   | 1985 Mistrovství světa nad 95 kg   | 1985 Mistrovství světa nad 95 kg   | 1985 Mistrovství světa nad 95 kg   | 1985 Mistrovství světa nad 95 kg   | 1985 Mistrovství světa nad 95 kg   | 1985 Mistrovství světa nad 95 kg   |
| -------------------------------------- | ---------------------------------- | ---------------------------------- | ---------------------------------- | ---------------------------------- | ---------------------------------- | ---------------------------------- | ---------------------------------- |
| 1/16                                   | prohra                             | 13-6                               | Henry Stöhr (GDR)                  | ?                                  | 26. září 1985                      | Mistrovství světa                  | Soul, Jižní Korea                  |
| 1983 Mistrovství světa bez rozdílu vah |                                    |                                    |                                    |                                    |                                    |                                    |                                    |
| finále                                 | prohra                             | 13-5                               | Hitoši Saitó (JPN)                 | ippon / páčení                     | 16. října 1983                     | Mistrovství světa                  | Moskva, Sovětský svaz              |
| semifinále                             | vítězství                          | 13-4                               | Mohamed Rašván (EGY)               | ippon / uči-mata                   | 16. října 1983                     | Mistrovství světa                  | Moskva, Sovětský svaz              |
| čtvrtfinále                            | vítězství                          | 12-4                               | András Ozsvár (HUN)                | juko / uči-mata                    | 16. října 1983                     | Mistrovství světa                  | Moskva, Sovětský svaz              |
| 1/16                                   | vítězství                          | 11-4                               | Jan Rapmund (NED)                  | juko                               | 16. října 1983                     | Mistrovství světa                  | Moskva, Sovětský svaz              |
| 1/32                                   | vítězství                          | 10-4                               | Johan Lopez (SWE)                  | 0:57 / ippon                       | 16. října 1983                     | Mistrovství světa                  | Moskva, Sovětský svaz              |
| 1983 Mistrovství světa nad 95 kg       |                                    |                                    |                                    |                                    |                                    |                                    |                                    |
| čtvrtfinále                            | prohra                             | 9-4                                | Henry Stöhr (GDR)                  | 0:17 / ippon                       | 13. října 1983                     | Mistrovství světa                  | Moskva, Sovětský svaz              |
| 1/16                                   | vítězství                          | 9-3                                | Fahad al-Farhan (KUW)              | ippon                              | 13. října 1983                     | Mistrovství světa                  | Moskva, Sovětský svaz              |
| 1/32                                   | vítězství                          | 8-3                                | Alexander von der Groeben (FRG)    | ippon                              | 13. října 1983                     | Mistrovství světa                  | Moskva, Sovětský svaz              |
| 1981 Mistrovství světa bez rozdílu vah |                                    |                                    |                                    |                                    |                                    |                                    |                                    |
| 1/16                                   | prohra                             | 7-3                                | Dewey Mitchell (USA)               | ippon                              | 6. září 1981                       | Mistrovství světa                  | Maastricht, Nizozemsko             |
| 1/32                                   | vítězství                          | 7-2                                | Ha Hjong-ču (KOR)                  | ippon                              | 6. září 1981                       | Mistrovství světa                  | Maastricht, Nizozemsko             |
| 1981 Mistrovství světa nad 95 kg       |                                    |                                    |                                    |                                    |                                    |                                    |                                    |
| o bronz                                | vítězství                          | 6-2                                | Fred Olhorn (GDR)                  | jusei-gači                         | 3. září 1981                       | Mistrovství světa                  | Maastricht, Nizozemsko             |
| opravy                                 | vítězství                          | 5-2                                | Wojciech Reszko (POL)              | ippon                              | 3. září 1981                       | Mistrovství světa                  | Maastricht, Nizozemsko             |
| opravy                                 | vítězství                          | 4-2                                | Marvin McLatchie (GBR)             | ippon                              | 3. září 1981                       | Mistrovství světa                  | Maastricht, Nizozemsko             |
| 1/32                                   | prohra                             | 3-2                                | Grigorij Veričev (URS)             | ippon                              | 3. září 1981                       | Mistrovství světa                  | Maastricht, Nizozemsko             |
| 1980 Olympijské hry nad 95 kg          |                                    |                                    |                                    |                                    |                                    |                                    |                                    |
| o bronz                                | vítězství                          | 3-1                                | Paul Radburn (GBR)                 | 5:02 / uči-mata                    | 26. července 1980                  | Olympijské hry                     | Moskva, Sovětský svaz              |
| opravy                                 | vítězství                          | 2-1                                | Wojciech Reszko (POL)              | 5:00 / jusei-gači                  | 26. července 1980                  | Olympijské hry                     | Moskva, Sovětský svaz              |
| čtvrtfinále                            | prohra                             | 1-1                                | Angelo Parisi (FRA)                | 1:24 / ippon                       | 26. července 1980                  | Olympijské hry                     | Moskva, Sovětský svaz              |
| 1/16                                   | vítězství                          | 1-0                                | Peter Adelaar (NED)                | 4:56 / sog                         | 26. července 1980                  | Olympijské hry                     | Moskva, Sovětský svaz              |